# Strela (Uhren)

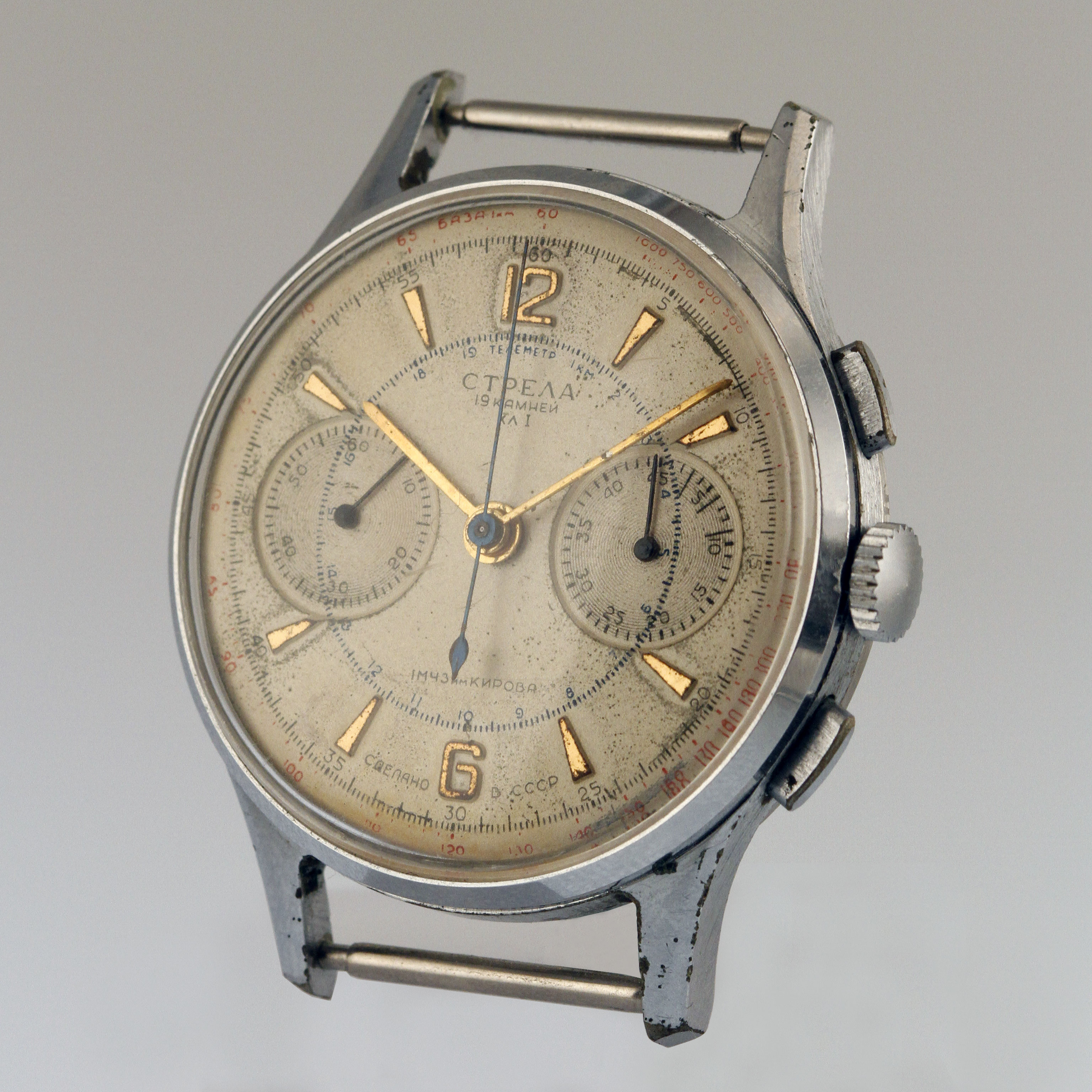
Strela-Chronograph, Baujahr ca. 1962

Strela (Стрела, „Pfeil“) ist eine Baureihe handaufgezogener Chronograph-Armbanduhren der 1. Moskauer Uhrenfabrik, die ab 1964 unter dem Markennamen „Poljot“ firmierte. International bekannt wurde das Modell durch seinen Einsatz im sowjetischen Raumfahrtprogramm, unter anderem beim ersten Weltraumspaziergang 1965
.

## Geschichte
Die Serienfertigung begann 1959; die frühen Modelle waren ausschließlich mit kyrillischen Zifferblättern ausgestattet und blieben Angehörigen von Streitkräften, Luft- und Raumfahrt, Bahn sowie Forschung vorbehalten. Mitte der 1970er-Jahre gelangten begrenzte Stückzahlen in den zivilen Handel (Listenpreis: 70 Rubel).

## Einsätze in der Raumfahrt
- 12. Oktober 1964 – Woschod 1: Kommandant Wladimir Komarow trägt eine Strela 3017.
- 18. März 1965 – Woschod 2: Alexei Archipowitsch Leonow absolviert den weltweit ersten Außenbordeinsatz mit einer Strela 3017.
- 1969 – Sojus 6, Sojus 7 und Sojus 8: Die Besatzungen Georgi Schonin, Waleri Kubassow, Wladislaw Wolkow, Anatoli Filiptschenko, Viktor Gorbatko, Wladimir Schatalow und Alexei Jelissejew verwenden Strela-Chronographen.
- 1971 – Sojus 11: Letzte dokumentierte Mission mit dem Kaliber 3017.

## Technik
| Merkmal      | Spezifikation                                                                        |
| ------------ | ------------------------------------------------------------------------------------ |
| Kaliber      | Poljot 3017 (Schaltrad-Chronograph, Ø 31 mm) – Lizenzbau des Schweizer Venus 150/152 |
| Lagersteine  | 19                                                                                   |
| Gangreserve  | ≈ 42 h                                                                               |
| Frequenz     | 18 000 A/h                                                                           |
| Besonderheit | Schaltrad mit sieben Kolonnen                                                        |

Die Produktion des 3017 endete 1979 nach rund 100 000 gefertigten Werken. Nachfolger wurde das kostengünstigere, auf Nockenschaltung basierende Kaliber 3133.

## Varianten
- 3017 (1959 – 1970) – 38 mm Stahlgehäuse, zwei Hilfszifferblätter
- 3017 »Export« (ab 1965) – lateinische Beschriftung „Strela“
- 3133 »Reissue« (seit 2007) – Neuauflage durch Russische Sammleruhren e.K. (München), Kaliber 3133

## Sammlermarkt
Bei einer von Sotheby’s New York organisierten Auktion »Russian Space History« (11. Dezember 1993) wurden mehrere im All getragene Strela-, Sekonda- und Poljot-Chronographen aus Kosmonautenbesitz versteigert. Aufgrund des Erfolgs folgten 1996 und 1999 weitere Space-History-Auktionen, in denen „flown“ Strela-Chronographen fünfstellige US-Dollar-Beträge erzielten.